# Zygocera elongata
Zygocera elongata là một loài bọ cánh cứng trong họ Cerambycidae.